# Kevin Berkeley
Kevin Jhamal Berkeley Wheatley (ur. 31 maja 2002 w mieście Panama) – panamski piłkarz występujący na pozycji środkowego obrońcy, reprezentant Panamy, od 2025 roku zawodnik kostarykańskiego San Carlos.